# Iskričavi cijanid
Iskričavi cijanid (eng. Sparkling Cyanide) krimi roman Agathe Christie iz 1944. godine

## Radnja
Šestoro ljudi je mislilo na Rosemary Barton koja je umrla prije gotovo godinu dana...
Rosemary je živjela kao raskalašena, sebična žena koja je varala supruga. Imala je brojne nevažne afere, sve dok zbog jedne od njih nije poželjela zatražiti razvod. Nedugo nakon toga, za vrijeme proslave njezinog rođendana završi mrtva, otrovana kalijevim cijanidom, a smrt se proglasi samoubojstvom. 11 mjeseci poslije, Rosemaryn suprug George i njena sestra Iris prime anonimno pismo u kojem se tvrdi da je Rosemary zapravo ubijena...Krug ljudi koji su imali priliku za ubojstvo je velik, te se ispostavlja da su svi koji su je poznavali imali motiv...Naposljetku slučaj uspješno rješava pukovnik Race uz pomoć inspektora Kempa.